# Retromania

Retromania est une émission de télévision française diffusée sur Automoto La chaîne et produite par Mediawan Thematics. Elle est consacrée à l'automobile de collection et est présentée par Thomas Bastard et Le Tone.

## Principe
Lancée le 3 décembre 2018, Retromania propose des épisodes thématiques d'une durée de 26 minutes entièrement dédiés aux voitures anciennes.
Essais, pilotage, rencontres, visites de collections et voyages à la recherche des plus beaux trésors automobiles de la planète, l'émission offre une plongée au cœur de la passion rétro.
Depuis le 13 octobre 2022, l'émission est diffusée en prime-time le jeudi à 20h45 puis en rediffusion le samedi à 18h.

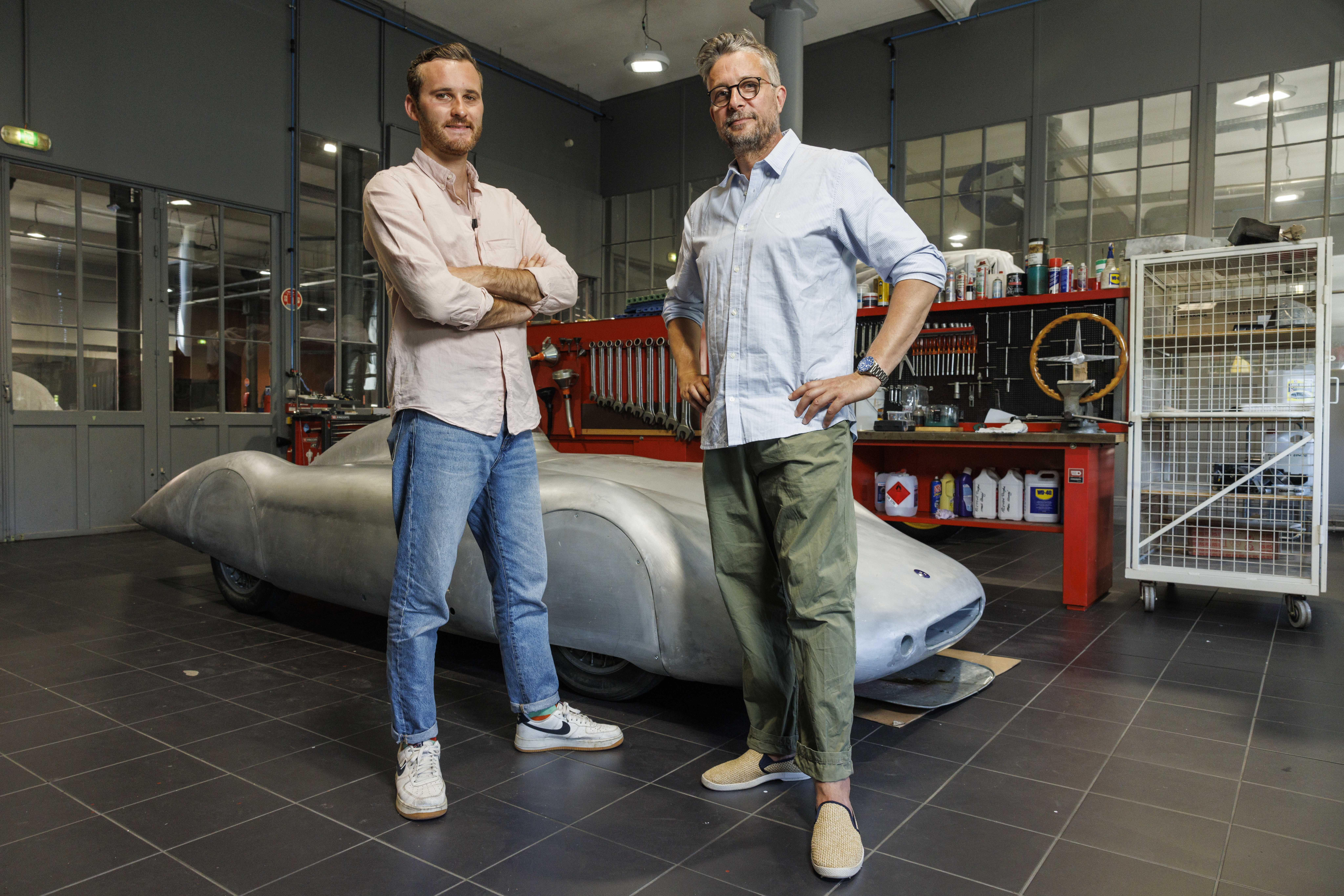
@Thierry Stefanopoulos

## Rubriques
Pour les saisons 1 et 2 :
- Le Bloc : le studio où la voiture phare de la semaine est présentée
- L'Essai extrême : une voiture de sport est mise à l'épreuve sur circuit (glace, terre, asphalte) ou sur route fermée
- L'Évènement : immersion au cœur d'un rassemblement, visite de musées ou de collections privées
- L'Opération : sous forme de tutoriel mécanique, Thomas apprend les astuces pour réparer simplement un problème récurrent sur une voiture
- Le Super-test : plusieurs voitures sont opposées et comparées au cours d'un défi ou avec des personnalités

À partir de la saison 3, deux voitures sont opposées par les animateurs suivant un thème précis.

## Saison 1
| Emissions                                                | Résumé | Essais                                                                                          | "Le Bloc"               | Lieu de tournage                              | Invités                                                 | Date de diffusion |
| -------------------------------------------------------- | ------ | ----------------------------------------------------------------------------------------------- | ----------------------- | --------------------------------------------- | ------------------------------------------------------- | ----------------- |
| 1. Ferrari, Porsche, Maserati : le rêve sans se ruiner ! |        | Ferrari Mondial, Ferrari 308 GT4, Porsche 944                                                   | Maserati Biturbo        | Belgique, Knokke-Heist, Mons                  |                                                         | 03/12/2018        |
| 2. Le show des mini-citadines                            |        | Mini Austin, Honda S800, Autobianchi Bianchina, Fiat 500                                        | Autobianchi Eden Roc    | Paris, Tours                                  | Florent Manaudou, Camille Lacourt                       | 17/12/2018        |
| 3. GTI : plus mythiques que jamais !                     |        | Volkswagen Golf GTI, Peugeot 205 GTI, Renault 21 Turbo, Citroën CX GTI, Peugeot 405 T16         | Opel Kadett GTE         | Yvelines, Circuit de Nevers Magny Cours       |                                                         |                   |
| 4. Monaco : les stars du rocher                          |        | Alpine A110, Maserati 3500 GT Spyder, Ferrari 250 GT Cabriolet                                  | Ferrari 250 GTE         | Monaco                                        | Juha Kankkunen                                          |                   |
| 5. Paris Vintage, Paris je t'aime                        |        | Citroën SM, Facel Vega FV1                                                                      | Citroën SM              | Paris                                         |                                                         |                   |
| 6. Spécial Rétromobile : les engins d'exception          |        | Berliet T100, Alfa Romeo 8C 2900                                                                | Citroën Type H          | Lyon, Paris                                   |                                                         |                   |
| 7. 4x4 : la montagne, ça vous gagne !                    |        | Matra Rancho, Lada Niva, Ranger Rover LSE, Mercedes-Benz Classe G                               | Range Rover Classic     | Val-d'Isère                                   |                                                         |                   |
| 8. Les bombinettes font leur come-back                   |        | Peugeot 104 ZS, Autobianchi A112 Abarth Chardonnet, Renault 5 Alpine Turbo, Citroën Visa Chrono | Autobianchi A112 Abarth | Saulieu, Orléans, Val-d'Isère                 |                                                         |                   |
| 9. Les sportives françaises des 90's                     |        | Venturi 400 GT, Renault Spider                                                                  | Renault Clio Williams   | Dijon, Tours, Lac du Salagou                  | Claude Poiraud et Gérard Godfroy (créateurs de Venturi) |                   |
| 10. 911 : le numéro fétiche de Porsche                   |        | Porsche 911 3.0 RS, Porsche 356                                                                 | Porsche 911 2.2T        | Montpellier, Gargas                           | Jacques Alméras, Régis Mathieu                          |                   |
| 11. Destination Floride : les pépites de la côte Est     |        | Cadillac Coupé DeVille, Ferrari 512 BBi                                                         |                         | Miami, Fort Lauderdale                        |                                                         |                   |
| 12. Les trésors de la Nationale 7                        |        | Simca 1500, Citroën HY, Motobécane SPR, Renault Estafette                                       | Citroën Ami 6           | Lapalisse, Nationale 7                        | Thierry Dubois (illustrateur)                           |                   |
| 13. BMW : mode Kolossal activé !                         |        | BMW M3, BMW 2002                                                                                | BMW 3.0 CSL             | Gorges du Verdon, Circuit de Dijon-Prenois    | Ari Vatanen                                             |                   |
| 14. Les roadster anglais : So Culte !                    |        | Jaguar XK150, Lotus Eleven, Triumph TR3, MG A                                                   | Austin Healey 3000      | Circuit de Pont-l'Evêque, Deauville, Honfleur |                                                         |                   |
| 15. Les légendes américaines                             |        | AC Cobra, Chevrolet Bel Air                                                                     | Ford Mustang            | Miami, Everglades, Dania Beach                |                                                         |                   |